# Pegognaga
Pegognaga est une commune italienne de la province de Mantoue dans la région Lombardie en Italie.

## Administration
| Période                                  | Période | Identité | Étiquette | Qualité |
| ---------------------------------------- | ------- | -------- | --------- | ------- |
|                                          |         |          |           |         |
| Les données manquantes sont à compléter. |         |          |           |         |

### Hameaux
Galvagnina, Polesine, Sacca

### Communes limitrophes
Gonzaga, Moglia, Motteggiana, San Benedetto Po, Suzzara